# Vinton (Texas)
Vinton is een plaats (village) in de Amerikaanse staat Texas, en valt bestuurlijk gezien onder El Paso County.

## Demografie
Bij de volkstelling in 2000 werd het aantal inwoners vastgesteld op 1892.
In 2006 is het aantal inwoners door het United States Census Bureau geschat op 1970, een stijging van 78 (4.1%).

## Geografie
Volgens het United States Census Bureau beslaat de plaats een oppervlakte van
6,3 km². De plaats ligt even ten noorden van El Paso in het vruchtbare dal van de Rio Grande.

## Plaatsen in de nabije omgeving
De onderstaande figuur toont nabijgelegen plaatsen in een straal van 8 km rond Vinton.